# Araeopteron fragmenta
Araeopteron fragmenta är en fjärilsart som beskrevs av Inoue 1965. Araeopteron fragmenta ingår i släktet Araeopteron och familjen nattflyn. Inga underarter finns listade i Catalogue of Life.